# Melody Anne
 (novembre 2023).
Œuvres principales
- Série Surrender
- Série Billionaire Bachelors

Melody Anne est une auteur américaine de romance érotique et de young adult.

## Œuvres

### SérieSurrender
1. Capitulation, Marabout, 2014 ((en) Surrender, 2013)  (ISBN 978-2501096157)
2. Soumission, Marabout, 2015 ((en) Submit, 2013)  (ISBN 978-2501096294)
3. Séduction, Marabout, 2015 ((en) Seduced, 2013)  (ISBN 978-2501096300)
4. Fusion, Marabout, 2015 ((en) Scorched, 2013)  (ISBN 978-2501094627)

### SérieBillionaire Bachelors
1. (en) The Billionaire Wins the Game, 2011
2. (en) The Billionaire’s Dance, 2011
3. (en) The Billionaire Falls, 2011
4. (en) The Billionaire’s Marriage Proposal, 2012
5. (en) Blackmailing the Billionaire, 2012
6. (en) Runaway Heiress, 2012
7. (en) The Billionaire’s Final Stand, 2012
8. (en) Unexpected Treasure, 2013
9. (en) Hidden Treasure, 2014
10. (en) Holiday Treasure, 2014
11. (en) Priceless Treasure, 2015

### SérieBaby for the Billionaire
1. (en) The Tycoon's Revenge, 2012
2. (en) The Tycoon’s Vacation, 2012
3. (en) The Tycoon’s Proposal, 2012
4. (en) The Tycoon’s Secret, 2013
5. (en) The Lost Tycoon, 2014

Nouvelle: (en) Safe in his Arms, 2015

### SérieForbidden
1. (en) Bound, 2014
2. (en) Broken, 2014
3. (en) Betrayed, 2015
4. (en) Burned, 2015

### SérieRise of the Dark Angel
1. (en) Midnight Fire, 2012
2. (en) Midnight Storm, 2012
3. (en) Midnight Moon, 2013
4. (en) Midnight Eclipse, 2015

### SérieBecoming Elena
1. (en) Stolen Innocence, Eternal Dreams, 2016
2. (en) Forever Lost, Eternal Dreams, 2016
3. (en) New Desires, Eternal Dreams, 2016

### SérieTorn
1. (en) Torn, 2018
2. (en) Tattered, 2018